# 王賚祺
王賚祺（1884年—？年），字予周，浙江紹興人，比利時布魯塞爾自由大學畢業。1922年2月16日任中華民國駐瑞典使館一等秘書官代辦使事，1923年3月9日兼代辦芬蘭使事。1926年任北京政府外交部政務司科長，1928年任關稅自主委員會專門委員。歷任駐奧使館主事、駐法國使館三等秘書官、駐瑞典使館二等秘書官、駐那威使館代辦使事、外交部一等秘書、駐瑞典使館一等秘書官兼駐芬蘭代辦使事、外交部秘書、外交部三等秘書、外交部僉事、外交部政務司第三科科長、駐比利時大使館一等祕書。